# Erik Brus
Erik Brus (Krimpen aan den IJssel, 1 mei 1964 – Rotterdam, 19 december 2024) was een Nederlands schrijver, redacteur en journalist, die woonde en werkte in Rotterdam. Hij werd bekend als eindredacteur van Passionate Magazine, en stelde boeken samen over onder anderen de schrijver en dichter C.B. Vaandrager en over Hans Sleutelaar.

## Levensloop

### Jeugd en eerste werken
Brus groeide op in zijn geboorteplaats Krimpen aan den IJssel. Hij studeerde Engelse taal- en letterkunde aan de Universiteit Leiden, en vestigde zich daarna in Rotterdam. 
Begin jaren negentig debuteerde Brus met een bijdrage in het literair voetbaltijdschrift Hard gras, en publiceerde ander werk in het tijdschrift Holland-SF en in De Tijdlijn.
In maart 1995 werd hij redactielid van Passionate, waar hij al snel de rol van eindredacteur op zich nam. Terwijl de functie van hoofdredacteur wisselde van Giel van Strien, Richard Dekker en Ernest van der Kwast tot Iris van Erve, bleef Brus tot het laatste nummer in 2013 op zijn post. Naast het redactionele werk en een vaste rubriek, bezorgde hij o.a. in 1997 een special over Riekus Waskowsky.

### Verdere werken
Sinds het samengaan van Passionate en Bulkboek in Passionate Bulkboek is Brus daar werkzaam. In 2006 werkte hij mee aan de roman Zwartboek. Dit verhaal was gebaseerd op het scenario van Gerard Soeteman en Paul Verhoeven, en was bewerkt en geredigeerd door Laurens Abbink Spaink en Brus.
In 2012 publiceerde Brus met anderen het boek Rotterdam bij Lebowski Publishers, met nieuw en vooral nagelaten werk van Rotterdamse schrijvers zoals Robert Loesberg en A. Moonen. In hetzelfde jaar bij dezelfde uitgever schreef hij met Fred de Vries het boek Gehavende stad over de ontwikkeling van muziek en literatuur in Rotterdam vanaf de jaren 60,
Nadien stelde Brus nog enkele boeken samen bij Studio Kers, Rotterdam over Frans Vogel, over de schrijver en dichter C.B. Vaandrager, en over Hans Sleutelaar.

## Privéleven
Erik Brus overleed in 2024 op 60-jarige leeftijd.

## Werk

### Rotterdamse literatuur en cultuur
In een interview naar aanleiding van de uitgave van het boek Sleutelaar worden gaf Brus een karakterisering van de naoorlogse Rotterdamse literatuur van de Zestigers en De Nieuwe Stijl. Hij stelde, dat:
...veel Rotterdamse literatuur en cultuur [zich] kenmerkt... doordat het onopgesmukt en minimalistisch is. Schrijvers en kunstenaars ontlenen hun materiaal aan de werkelijkheid, het leven van de gewone mensen, de ‘straat’. Sleutelaar en Vaandrager deden dat al vanaf de jaren vijftig met hun manier van literatuur bedrijven. Geen literatuur die boven het leven stond, maar er middenin — wat toen voor de literatuur zeer vernieuwend was. Na de puinhopen van de oorlog, was de houding: vooruit kijken, vernieuwing, zakelijkheid ook...
Met name Sleutelaar had een voorbeeld gegeven door midden in het leven te staan. Zo stelde Erik Brus verder: 
... Schrijvers als Sleutelaar zijn niet langer artistiekerige en wereldvreemde zieners. Ze zijn journalist en copywriter, ze staan midden in het leven. Spreektaal, ready-mades, flarden uit reclames, krantenberichten, het komt allemaal terug in de literatuur van Sleutelaar en de zijnen. Rotterdam, als nuchtere en zakelijke stad, was en is daar een goede voedingsbodem voor. Je ziet dit ook later in de punk — nog rauwer in Rotterdam dan elders —, hiphop, gabber, rap. Het is de romantiek van het beton, de straat, het rauwe leven van alledag. Het is de kunst om juist daarvan de schoonheid te zien. Sleutelaar heeft mede die toon gezet.
Voor Hans Sleutelaar zelf was Rotterdam, de stad "die hem als dichter en mens heeft gevormd." Hij brak nooit door bij het grote publiek, maar had wel zijn invloed op "de kringen van de Zestigers" waaronder Armando, Simon Vinkenoog en Cornelis Bastiaan Vaandrager.

## Publicaties, een selectie
- Erik Brus (red.) Riekus Waskowsky special. Passionate, jrg. 4, nr. 5 (sept.-okt.), 1997. met bijdragen van Erik van Muiswinkel e.a.
- Laurens Abbink Spaink, Erik Brus, Gerard Soeteman & Paul Verhoeven. Zwartboek : roman. Amsterdam : Podium, 2006.
- Erik Brus e.a. (red.) Rotterdam, Amsterdam : Lebowski', 2012.
- Erik Brus en Fred de Vries. Gehavende stad : muziek en literatuur in Rotterdam van 1960 tot nu. Amsterdam : Lebowski', 2012.
- Hansje de Reuver, Erik Brus, Pieter Kers (red.). Ken zó in Boijmans : Frans Vogel (80), Rotterdam : Studio Kers, 2015.
- Erik Brus (red), Hans Sleutelaar, Sleutelaar worden : herinneringen van en aan een zwijgende dichter. Rotterdam : Studio Kers, 2016.
- Erik Brus (red.). Vaan nu : C.B. Vaandrager met andere ogen. Rotterdam : Studio Kers, 2017.